# Tutto su Eva
Tutto su Eva è il secondo singolo tratto dall'album Eva contro Eva, della cantautrice catanese Carmen Consoli, uscito nel settembre 2006.
Il singolo non ha ottenuto un grandissimo successo, non riuscendo a risollevare le sorti dell'album, ormai uscito dalle classifiche di vendita da parecchie settimane.

## Descrizione
In un'intervista la cantante ha così descritto il pezzo:

## Video musicale
Il videoclip prodotto per Tutto su Eva è stato diretto da Francesco Fei, e comincia nel camerino di un teatro, dove la Consoli, seduta davanti ad uno specchio, si trucca cantando il brano. La scena poi si sposta sul palco dove la cantante si esibisce davanti alla platea deserta, mentre la scenografia dietro di lei cambia rapidamente e a vista d'occhio. In queste sequenze la cantante ha un abito ed un trucco nello stile di quello di moda negli anni quaranta. La scena si sposta al di fuori del teatro, dove la cantante tenta di farsi strada fra i flash dei fotografi. Nell'ultima parte del video si vede Carmen Consoli uscire dal teatro, mentre alle sue spalle l'intero teatro si richiude su se stesso fino a sparire.